# Олександрівський театр
Олександрівський театр (фін. Aleksanterin teatteri, швед. Alexandersteatern) — один з найстаріших театрів Фінляндії, розташований в місті Гельсінкі на вулиці Булеварді, навпроти музею Синебрюхова недалеко від площі Гіеталагті.

## Історія

### XIX століття
Театр був побудований з ініціативи генерал-губернатора Фінляндії Миколи Адлерберга, який запропонував імператору Олександру II побудувати театр в Гельсінкі для росіян. Будівля була спроектована підполковником Петром Петровичем Бенаром при керівництві полковника Кошперова.
Театр був завершений в жовтні 1879 року і в лютому 1880 року він отримав назву Олександрівського російського казенного театру в Гельсінкі. Театр назвали на честь Олександра II, який покрив значну суму витрат зі своєї скарбниці.
Олександрівський театр був урочисто відкритий 30 березня 1880 оперою Шарля Франсуа Гуно «Фауст», у виконанні італійської оперної трупи. Перші два сезони репертуару театру складалися в основному з оперних вистав, а з 1882 по 1918 роки в ньому побувало близько тисячі артистів драми, опери, оперети, балету та естради.

### XX століття
З 1919 року по 1993 роки на сцені Олександрівського театру проходили вистави Фінської національної опери (утворена в 1911 році) і Фінського національного балету (заснований в 1922 році).

### XXI століття
У 1993 році, коли для Фінської національної опери і балету було побудовано нову будівлю, Олександрівський театр знову став гастрольним театром і в даний час на його сцені можна побачити спектаклі різних жанрів: драму, оперу, балет, мюзикли, танцювальні спектаклі, концерти класичної та сучасної музики.
Існуюча раніше назва «Російський казенний театр Гельсінгфорса, Олександрівський театр» поступово трансформувалася, так як театр давно вже став інтернаціональним, а з гастролями на його сцені виступають колективи з усього світу.
У листопаді 2013 року, в зв'язку з назріваючою необхідністю капітального ремонту будівлі театру, обговорювалося питання про його продаж, але вирішення питання було відсунуто. У 2014 році управління державною нерухомістю компанія Senaatin Kiinteistöt підтвердила, що театр не продаватимуть. Проте, в грудні 2017 року, в зв'язку з отриманою відмовою про державну підтримку капітального ремонту будівлі, компанія оголосила про продаж будівлі Олександрівського театру.